# Henri II de Souabe
Pour l'empereur romain germanique, voir Henri VII
Henri (VII), né en 1211 et mort le 12 février 1242 à Martirano en Calabre, est un prince de la maison de Hohenstaufen, fils de l'empereur Frédéric II et de Constance d'Aragon. Il est roi de Sicile de 1212 à 1216 puis duc de Souabe sous le nom de Henri II. Élu roi des Romains en 1220, il est co-régent du Saint-Empire aux côtés de son père jusqu'à sa destitution en 1235.

## Biographie
Henri naît au royaume de Sicile, le fils aîné du roi Frédéric II, et son épouse Constance, infante d'Aragon (1179-1222), fille du roi Alphonse II issue de la maison de Barcelone. 
Dans le litige entre les dynasties des Hohenstaufen et des Welf (« guelfes et gibelins »), son père le fit couronner roi de Sicile en février 1212 par le pape Innocent III. Face à la progression des forces de l'empereur Otton IV, Frédéric se rend en Germanie où il est élu antiroi le 5 décembre. La mère de Henri, Constance, exercera la régence sur la Sicile. 

### Roi des Romains
À l'encontre de toutes ses promesses, Frédéric II prend en charge lui-même la Sicile à la suite de la mort du pape en 1216. Dans ce contexte, il fait venir son fils en Germanie pour lui assigner le duché de Souabe, pays d'origine des Hohenstaufen. Henri perd le titre de roi de Sicile, mais devient en 1219 « recteur » de  Bourgogne, après l'extinction de la maison de Zähringen. Après des négociations avec le nouveau pape Honorius III et les princes ecclésiastiques, le garçon de neuf ans  est enfin élu roi des Romains fin avril 1220 à la diète de Francfort, sous le nom de « Henri VII ». En contrepartie, son père fait de nombreuses concessions, fixées dans la Confoederatio cum principibus ecclesiasticis. Le pape couronne finalement Frédéric empereur à l'église Saint-Pierre de Rome le 22 novembre 1220. Deux ans après, le 8 mai 1222, Henri est couronné roi à Aix-la-Chapelle, par l'archevêque Engelbert de Cologne qui reprend la régence sur la Germanie lorsque l'empereur séjourne en Italie.
Dès 1219, Henri est fiancé à Agnès, fille du roi Ottokar Ier de Bohême, mais il doit abandonner ce projet d'union du fait de l'opposition du duc Léopold VI d'Autriche. Vers 1225, le roi Henri III d'Angleterre négocie le mariage de sa sœur Isabelle avec Henri ; toutefois, cette union n'a également pas pu avoir lieu. Le 29 novembre 1225 à Nuremberg, Henri, sur ordre de son père, épouse Marguerite d'Autriche (1204-1266), fille du duc Léopold VI, qui est son aînée de sept ans. Elle est couronnée reine de Germanie le 23 mars 1227 à Aix-la-Chapelle. Leur union donne naissance à deux fils Henri (1234-1245) et Frédéric (1235-1251) qui meurent jeunes. 

### Désaccord avec son père
Avant d'engager la sixième croisade, son père le désigne dans son testament de mai 1228 comme héritier des deux couronnes de Sicile et de Germanie. À Noël de cette même année, Henri commence son règne personnel qui est marqué par une campagne contre le duc Louis de Bavière et l'évêché de Strasbourg. De plus, il poursuit une politique active d'encouragement des villes d'Empire, entraînant ainsi un conflit avec les princes. En fin de compte, il est contraint de leur accorder de nombreux et importants privilèges promulgués par le Statutum in favorem principum, délivré à la diète de Worms le 1er mai 1231. 
Alors que les villes lombardes reconstituent leur ligue en 1231, Frédéric II, fâché, demande à son fils de venir à Cividale où Henri doit se soumettre. Néanmoins, une fois revenu en Germanie, le jeune prince mène de plus en plus une politique personnelle notamment envers la maison de Wittelsbach et le comte palatin Othon II, fils de Louis de Bavière. En 1231, il veut rompre son union avec Marguerite, dont la dot n'a jamais été versée, et épouser son ancienne fiancée Agnès de Bohême dont il aurait été sincèrement épris. L'empereur, qui veut maintenir de bonnes relations avec le duc Frédéric II d'Autriche, frère de Marguerite, s'y oppose. Le projet de mariage échoue mais Marguerite est de facto répudiée et elle se retire dans le couvent des dominicaines à Trèves.

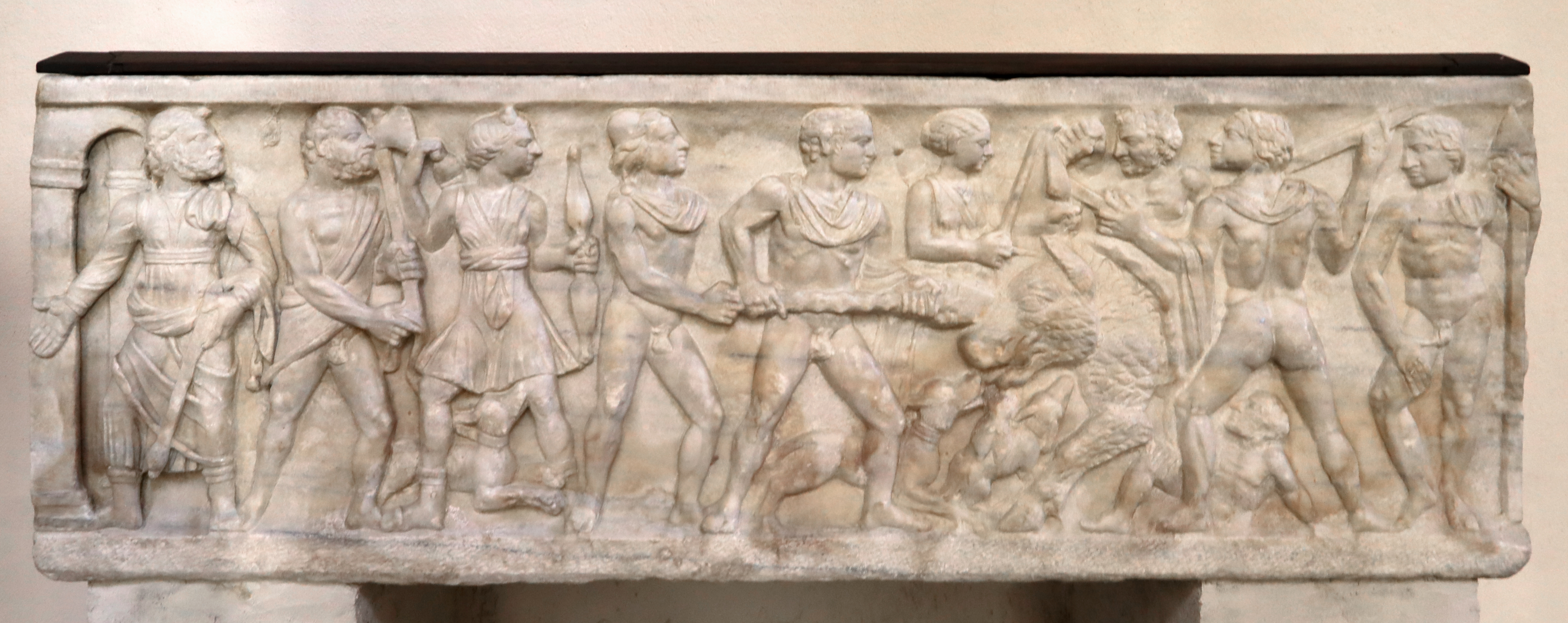
Sarcophage de Henri, cathédrale de Cosenza.

En 1234, il est même excommunié par le pape Grégoire IX et Frédéric II annonce sa venue en Germanie. Sollicité par un parti de nobles allemands réunis à Boppard, Henri entre en révolte ouverte contre son père, notamment en négociant une alliance formelle avec les Lombards et le roi Louis IX de France en septembre 1234. Frédéric II obtient l'appui du pape qui lance un appel aux nobles le 13 mars 1235, les invitant à abandonner le rebelle. Lorsque Frédéric II arrive en personne en Germanie en mai 1235, la faction « henricienne » s'effondre. Le jeune prince se retrouve impliqué dans les affrontements entre le margrave Hermann V de Bade et les citoyens de Worms ; finalement, il doit se soumettre sans conditions à Wimpfen. Le 4 juillet, Henri est jugé à Worms, il est destitué et emprisonné d'abord au château de Heidelberg, puis à Alerheim en Souabe jusqu'à ce qu'il soit transféré dans les Pouilles à la garde de la maison de Lancia. En 1240, il est prisonnier à Rocca San Felice en Campanie, puis à Nicastro en Calabre. Lors d'un nouveau déplacement, il serait mort d'une chute de cheval en février 1242 près de Martirano. Selon une tradition, il s'agirait d'un suicide.
L'empereur, profondément préoccupé, le fait enterrer avec les honneurs à la cathédrale de Cosenza. Des études scientifiques ont montré que Henri avait contracté la lèpre. En 1237, son cadet, Conrad IV, est élu roi des Romains. Frédéric II lui-même épouse Isabelle d'Angleterre afin d'assurer la succession. 